# Línguas álgicas
O álgico (também chamadas de algonquino-wiyot-yurok ou algonquino-ritwan) é uma família linguística indígena da América do Norte. Todos os seus integrantes são descendentes do proto-álgico, uma proto-língua de segunda categoria reconstruída a partir do proto-algonquino e das línguas wiyot e yurok.
O termo álgico foi usado inicialmente pelo linguista americano Edward Sapir, que descobriu a relação entre estes dois idiomas nativos da Califórnia (wiyot e yurok) e a família algonquina. Sapir aplicou o termo álgico a este agrupamento superior de idiomas.
A maior parte das línguas álgicas são exatamente as integrantes da subfamília algonquina, faladas das Montanhas Rochosas até a costa atlântica do Canadá. Especula-se que a Urheimat do álgico seja a costa noroeste do Pacífico, ao longo das margens do rio Columbia.